# Raymond F. Jones

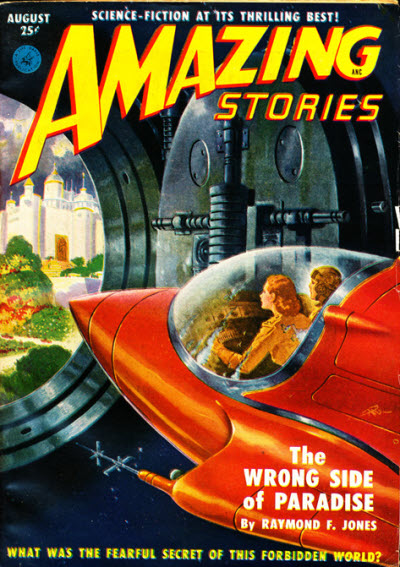
Nuvela lui Jones "The Wrong Side of Paradise" pe coperta din august 1951 a revistei Amazing Stories.

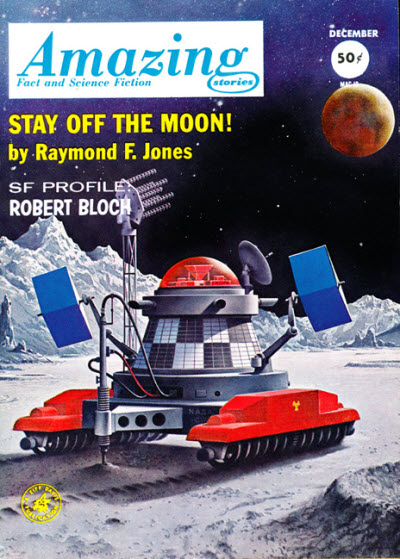
Povestirea lui Jones "Stay Off the Moon!" pe coperta din decembrie 1962 a revistei Amazing Stories.

Raymond F. Jones (n. 15 noiembrie 1915, Salt Lake City, Utah, SUA – d. 24 ianuarie 1994, Sandy⁠(d), Utah, SUA) a fost un scriitor american de science fiction. Este cel mai cunoscut pentru romanul său din 1952 This Island Earth, care a fost ecranizat în 1955 cu același nume.

## Lucrări scrise
Romane și colecții
- The Alien (1951), OCLC 1872654
  - ro.: Extraterestrul, editura Antet XX Press,  2001
- Renaissance (1951), OCLC 1601340
- The Toymaker (1951), OCLC 3437888
- Son of the Stars (1952), OCLC 1601327
- This Island Earth (1952), OCLC 6122497
- Planet of Light (1953), OCLC 1137088
- The Secret People (1956), OCLC 6362798
- The Year When Stardust Fell (1958), OCLC 1137133
- The Cybernetic Brains (1962), OCLC 1915415
  - ro.: Creierele cibernetice, editura Antet XX Press, 2001
- The Non-Statistical Man (1964), OCLC 1881957
- Voyage to the Bottom of the Sea (1965), OCLC 5871064
- Syn (1969), OCLC 6083296

Povestiri
- "Test of the Gods", Astounding Science Fiction (September, 1941)
- "The Children's Room" (1942)
- "Starting Point" (1942)
- "Swimming Lesson" (1943)
- "Pacer" (1943)
- "Fifty Million Monkeysv (1943)
- "Utility" (1944) [as by David Anderson]
- Renaissance series (1944)
- "Deadly Host" (1945)
- "Correspondence Course" (1945)
- "Black Market" (1946)
- "Forecast" (1946)
- "The Cat and the King" (1946)
- "The Toymaker" (1946)
- "The Seven Jewels of Chamar" (1946)
- "Pete Can Fix It" (1947)
- "The Martian Circe" (1947)
- "The Model Shop" (1947)
- "The Person from Porlock" (1947)
- "The Alien Machine, featuring Cal Meacham" (1949)
- "Production Test" (1949)
- "The Shroud of Secrecy, featuring Cal Meacham" (1949)
- "Outpost Infinity" (1950)
- "The Greater Conflict, featuring Cal Meacham" (1950)
- "Regulations Provide" (1950)
- "Encroachment" (1950)
- "Portrait of Narcissus" (1950)
- "Sunday is Three Thousand Years Away" (1950)
- "The Cybernetic Brains" (1950)
- "Discontinuity" (1950)
- "Tools of the Trade" (1950)
- "A Stone and a Spear" (1950)
- "Divided We Fall. . ." (1950)
- "I Tell You Three Times" (1951)
- "... As Others See Us" (1951)
- "Alarm Reaction" (1951)
- "The Wrong Side of Paradise" (1951)
- "Seed" (1951)
- "The Farthest Horizon" (1952)
- "Collision" (1952)
- "Doomsday's Color-Press" (1952)
- "Noise Level" (1952)
- "Canterbury April" (1952)
- "The Moon Is Death" (1953)
- "Intermission Timev (1953)
- "Trade Secret" (1953)
- "The Colonists" (1954)
- "The Unlearned" (1954)
- "The School" (1954)
- "The Gift of the Gods" (1955)
- "Cubs of the Wolf" (1955)
- "Human Error" (1956)
- "Academy for Pioneers" (1956)
- "The Deviates" (1956)
- "The Non-Statistical Man" (1956)
- "The Thinking Machine" (1956)
- "A Matter of Culture" (1956)
- "The Gardener" (1957)
- "The Star Dream" (1957)
- "The Strad Effect" (1958)
- "The Memory of Mars" (1961)
- "The Great Gray Plague" (1962)
- "Stay Off the Moon!" (1962)
- "Rider in the Sky" (1964)
- "Rat Race" (1966)
- "Subway to the Stars" (1968)
- "The Laughing Lion" (1973)
- "Pet" (1973)
- "The Lights of Mars" (1973)
- "A Bowl of Biskies Makes a Growing Boy" (1973)
- "The Lions of Rome" (1973)
- "Time Brother" (1973)
- "Reflection of a Star" (1974)
- "Flauna" (1974)
- "The Touch of Your Hand" (1974)
- "Death Eternal" (1978)
- "Weeping May Tarry" (1978, cu Lester del Rey)